# Wilfred Brown Island
Wilfred Brown Island är en ö i Kanada.   Den ligger i territoriet Nunavut, i den norra delen av landet, 3 500 km nordväst om huvudstaden Ottawa. Arean är 13,6 kvadratkilometer.
Terrängen på Wilfred Brown Island är platt. Öns högsta punkt är 119 meter över havet. Den sträcker sig 4,6 kilometer i nord-sydlig riktning, och 7,1 kilometer i öst-västlig riktning.
Trakten runt Wilfred Brown Island är nära nog obefolkad, med mindre än två invånare per kvadratkilometer.